# 竹本泉
竹本 泉（たけもと いずみ、本名・竹本 謙（たけもと けん）、1959年（昭和34年）1月19日 - ）は、日本の漫画家。埼玉県出身。男性。血液型はB型。日本大学経済学部卒業。配偶者はマンガ家の矢野礼子。

## 経歴
少女漫画は妹の影響で読み始めた。和田慎二『銀色の髪の亜里沙』の影響を受けて少女漫画を描き始め、「なかよしまんがスクール」に2年間投稿。
大学4年次の教育実習時に第21回なかよし・少女フレンド新人漫画賞佳作となった『夢みる7月猫（ジュライキャット）』にて『なかよし』1981年8月号でデビュー。『なかよし』本誌での初連載作品は「パイナップルみたい♥」。

## 人物と作風について
短編または短編連作型のシチュエーション・コメディを得意としており、ほのぼのとしているがどこか変な話というのが基本的な作風で、これはデビュー当初から掲載誌のジャンルの変遷を経ても一貫している。その作風を端的に表現したものとして「エロとグロのない吾妻ひでお」という評もある。
エドガー・ライス・バローズをはじめとしたSFファンで、作品中に著名SF作品を下敷きにしたネタが散見される。またいくつかのSF作品は、宇宙人、コピーされた地球など設定が同じである。各作品世界が同一のものであるかは不明。また、無類の猫好きとして知られ、猫をテーマとした漫画をしばしば描く。猫以外にも犬、イルカ、宇宙人、恐竜なども、よく作品に登場する。2003年まで飼っていた飼い猫のエピソードを漫画化した作品として『ある日のツヴァイ』などもある。飼い猫や作中に登場する猫にツヴァイ、どら菜、ふゅあ菜、ふゅん菜、じーく菜などが頻出する。
『なかよし』の専属契約を離れフリーランスの漫画家となって以降は、ゲーム誌やマニアックな雑誌での作品が増え、現在はほぼその方面で活動する作家である。しかし本人は少女誌の仕事がほとんどなくなった後も、少女漫画家を自称し続けている。趣味は海外SFを中心とした読書と、チェス、アニメ鑑賞、テレビゲーム。ポリシーとして原稿はいつも締め切り前に仕上げる。ただ、毎年11月は休載が慣例となっている。
独特のポップな背景、かわいらしい画風を持つ。この作風とペンネームゆえ、かつては女性と誤解されることが多かった。登場人物の台詞と名前、作品タイトルも掛詞や言葉遊びを凝らした独特のものが多い。ヤシの木などの慣れている物であれば、当たりをつけただけの下書きでペン入れしたりするなど、作画のスピードは速く、『エマ ヴィクトリアンガイド』で『エマ』の作者である森薫と対談した際、原稿を描くスピードについて「ネームが決まれば1日半から2日で仕上げまで」と発言して森を絶句させている。月刊で連載をしていた森は2週間程度使っていたが、竹本は更に続けて、森の作品の背景なら密度があるので「もう2日くれって言います」と発言し森を驚愕させた。長年、作画にはGペンを使用していたが、2011年末に遂にモノクロ原稿のみデジタルを導入した。カラー原稿は、少女誌で活動していた頃はカラーインクやエアスプレーを使用していたが、後にコピックやアクリルガッシュに移行。2015年末ごろよりカラー原稿もデジタル化している。

## メディアミックス展開について
デビュー間もない頃からアニメに向いた絵柄という評価があり、フリーランスになってからの掲載誌はメディアミックスに注力している雑誌や出版社も少なくなかった。また、『アニメディア』などのアニメ雑誌が行う読者アンケート調査でも、1980年代後半の一時期、『あおいちゃんパニック!』などがアニメ化を希望する作品の上位にランクインしていた。
それにも関わらず、竹本の作品はアニメ化の機会に恵まれず、2025年時点ではアニメ化された作品は無い。
1986年から1987年に掛けて倉金章介の『あんみつ姫』をリメイクしたテレビアニメ作品が放映された際には、竹本が『なかよし』で同作のリメイク漫画作品を連載した。しかし、竹本がアニメの原作やキャラクターデザインとして参加したわけではない。
1980年代には『魔法使いさんおしずかに!』が当時の講談社・東映動画の日曜朝の放映枠でアニメ化候補となったこともあるものの、制作には至らなかった。
竹本によれば、1992年にはとあるアニメ制作プロダクションから海洋少女冒険もののアニメ企画のキャラクターデザインの依頼が持ち込まれたものの、「その企画は流れた」という。
アニメ化を前提に立ち上げられた企画である『MAGI×ES』では第2巻のあとがきで登場キャラクターに「全ての企画をなしにしてしまうすばらしくマイナスな魔法力」と言わせており、アニメ化企画が頓挫したことを暗示した。
2025年の『アポカリプスホテル』では竹本がキャラクター原案を務め、同時にコミカライズ版である『アポカリプスホテルぷすぷす』を連載した。
テレビゲームソフトについては、コンシューマ機用のものを中心に過去に数作発売されている。

## 作品リスト

### 連載中の作品
- 来る日もねこめ～わく（『ねことも』）
- トゥインクルスターのんのんじー（『楽園 WEB増刊』）
- アポカリプスホテルぷすぷす（『ストーリアダッシュ』2025年4月11日[6] - ）

### 単行本
巻数の記載の無い物は1巻完結。各単行本の出版社は刊行順。「絶版」には品切重版未定を含む。
- あおいちゃんパニック!
  - 講談社（KCなかよし、全3巻）〈絶版〉
  - 主婦と生活社（ミッシィコミックスDX、全3巻）〈絶版〉 - 和田慎二によるゲスト寄稿あり
  - メディアファクトリー（MF文庫、全2巻）〈絶版〉
- あかねこの悪魔
  - エンターブレイン（ビームコミックス、全6巻）
- アップルパラダイス（全3巻）
  - ホビージャパン（ホビージャパンコミックス）〈絶版〉
  - ノアール出版〈絶版〉
- ある日のツヴァイ - 徳間書店（トクマコミックス）〈絶版〉
- ある日とある日の猫たち大都社(ダイトコミックス)
- あんみつ姫
  - 講談社（ワイドKCなかよし、全4巻）〈絶版〉
  - 宙出版（ミッシィコミックスMSL、全2巻）〈絶版〉
  - 幻冬舎（バーズコミックススペシャル、全2巻）
- 苺タイムス〈絶版〉 - 講談社（覇王KCデラックス）※短編集
- いろいろとかゲームとか - 竹書房（バンブーコミックス）※短編集
  - 『いろいろめもー』シリーズ、『ひよどりタイムス』、『ひよどりにっき』、キャラクターデザインしたゲームの宣伝漫画・取説漫画、等を収録
- うさぎパラダイス
  - ホビージャパン（ホビージャパンコミックス）〈絶版〉
  - ノアール出版〈絶版〉
- 乙女アトラス（全2巻）〈絶版〉 - 学習研究社（ノーラコミックスDX）
- がーでん姉妹（全7巻） - 竹書房（バンブーコミックス）
- かわいいや - 芳文社（まんがタイムKRコミックス）
- ここめ不定点 - 芳文社（まんがタイムKRコミックス）
  - 『まんがタイムきららキャラット』2010年11月号付録・独立創刊5周年記念小冊子「キャラットちゃん」／『まんがタイムきらら』2011年7月号・創刊10周年企画記事／『まんがタイムきらら』2012年3月号付録・100号記念小冊子「まんがタイムきらら いちまるまる」／『まんがタイムきらら』2013年12月号付録・三者三葉プチアンソロジー小冊子「十者三葉」の各号への寄稿を収録
- さくらの境（全4巻） - メディアファクトリー（MFコミックス）『MAGI×ES』連載開始に伴いページ数を減らして並行連載、TVドラマ化の企画もあったが立ち消えとなっている。（2004年11月号 - 2008年10月号）
- さよりなパラレル（全4巻）
  - 竹書房（バンブーコミックス）〈絶版〉
  - 角川書店（カドカワコミックス・ドラゴンJr.）〈絶版〉
- しましま曜日（全2巻）
  - アスキー（アスキーコミックス）〈絶版〉
  - エンターブレイン（ビームコミックス）
- シンリャクモノデ（全3巻） - エンターブレイン（ビームコミックス）
- せ〜ふくもの〈絶版〉 - 主婦と生活社（ミッシィコミックスDX）→宙出版（同）
- 竹本泉のいろいろぶっく - ソフトバンククリエイティブ
- ちまりまわるつ
  - 主婦と生活社（ミッシィコミックスDX）→宙出版（同）〈絶版〉
  - 朝日ソノラマ (Izumi Takemoto dashinaoshi)〈絶版〉
- ちょっとコマーシャル ※短編集
  - 講談社（KCなかよし）〈絶版〉
  - エンターブレイン（ビームコミックス）
    - 併録作品：にっちもさっちもひとみちゃん／すすみ時計は大きらい／屋根裏のセレナーデ／1+1=3ドイッチ
- てきぱきワーキン♥ラブ（全6巻） - アスキー（アスキーコミックス、1巻）→アスペクト（アスペクトコミックス、2-4巻）→エンターブレイン（ビームコミックス、1、5、6巻）
- てけてけマイハート（全10巻） - 竹書房（バンブーコミックス）『まんがライフ』にて2000年2月号から2012年2月号まで連載された。
- とある日のクル - 学習研究社（ピチコミックス）〈絶版〉
  - ととある日のクル（全4巻） - 秋水社&大都社（ダイトコミックス）『ねことも』にてVol.1（2009年）から連載。単行本のタイトルは第3巻が『ととある日のクル〜ねこまわりクルまわり〜』、第4巻が『ある日とある日ととある日のクル』。
- トゥインクルスターのんのんじー（既刊3巻） - 白泉社（ジェッツコミックス）
  - トゥインクルスターのんのんじー（2004年3月、10年ぶりに重版）
  - トゥインクルスターのんのんじーEX（ゲスト寄稿: あさりよしとお、伊藤明弘、久米田康治、倉田英之、志村貴子、田丸浩史、鶴田謙二、中村博文、二宮ひかる、平野耕太、舛成孝二、陽気婢）
  - トゥインクルスターのんのんじーSUN（ゲスト寄稿: 蒼樹うめ、幾花にいろ、位置原光Z、迂闊、kashmir、シギサワカヤ）
- トランジスタにヴィーナス（全7巻） - メディアファクトリー（MFコミックス）
- ながるるるるるこ - 芳文社（まんがタイムKRコミックス）
- 夏に積乱雲まで - KADOKAWA/エンターブレイン（ビームコミックス）
- 虹色♪爆発娘♥
  - 主婦と生活社（ミッシィコミックスEX）→宙出版（同）〈絶版〉
  - 朝日ソノラマ (Izumi Takemoto dashinaoshi)〈絶版〉
- 日々（にちにち）にパノラマ（全3巻） - メディアファクトリー（MFコミックス）
- ねこめ〜わく
  - 主婦と生活社（ミッシィコミックスDX、1、2巻まで）→宙出版（同、1-3巻まで）〈絶版〉
  - 朝日ソノラマ（眠れぬ夜の奇妙な話コミックス、1-4巻まで）→朝日新聞出版（同、全8巻）
  - ねこめ（〜わく）（全7巻） - ハーパーコリンズ・ジャパン（夢幻燈コミックス）
- パイナップルみたい♥
  - 講談社（KCなかよし）〈絶版〉 - 初単行本[1]
  - エンターブレイン（ビームコミックス）
- ハジメルド物語（初の連載作品）
  - 講談社（KCなかよし）〈絶版〉
  - エンターブレイン（ビームコミックス）
- はたらきもの
  - 主婦と生活社（ミッシィコミックスDX）→宙出版（同）〈絶版〉
  - 朝日ソノラマ (Izumi Takemoto dashinaoshi)〈絶版〉
- ばばろあえほん
  - 主婦と生活社（ミッシィコミックスDX）→宙出版（同）〈絶版〉
  - 朝日ソノラマ (Izumi Takemoto dashinaoshi)〈絶版〉
- バラエティも〜にん（全3巻） - 芳文社（まんがタイムKRコミックス）
- ぴこぴこのきらきら〈絶版〉 - 宙出版（ミッシィコミックス）
- ひまわりえのぐ※短編集 併録作品は作品記事を参照
  - 講談社（KCなかよし）〈絶版〉
  - エンターブレイン(ビームコミックス)※ルププ・パウの代わりにスノウ・レポートの週末を収録。
- 部屋裏のバイテン （全4巻） -  双葉社（webアクションコミックス）
- 魔法使いさんおしずかに!（全2巻）
  - 講談社（KCなかよし）〈絶版〉
  - エンターブレイン（ビームコミックス）
- MAGI×ES 魔法小路の少年少女（全3巻） - メディアファクトリー（MFコミックス）
- むきもの67%〈絶版〉 - 宙出版（ミッシィコミックスDX）
- 夢みる7月猫 - エンターブレイン（ビームコミックス）※短編集 併録作品は作品記事を参照
- 世の中なまほう〈絶版〉 - 宙出版（ミッシィコミックスDX）
- よみきり♥もの（全10巻） - エンターブレイン（ビームコミックス）※短編集
- よみきりものの…（全7巻） - エンターブレイン（ビームコミックス）※短編集
- ルプ★さらだ
  - 主婦と生活社（ミッシィコミックスMSL）→宙出版（同）〈絶版〉
  - 幻冬舎（バーズコミックスデラックス）

### 主な単行本未収録作品
- 熱い風に抱かれて（『BE・LOVE』1990年19号、1990年）
- ぺっとたいむ（『コミックプッチィ』創刊号・1998年2月号 - 3月号、1997年 - 1998年）
- コゲたドンネル事件（『ファンタジアバトルロイヤル』2001年10月号）
- 空飛ぶ郵便娘（『ファンタジアバトルロイヤル』2002年4月号 ）
- FLYING ZAUCER（コミックアンソロジー『やさしい気持ちになれる本』、2003年）
- ある日の猫を飼って思うこと（『ねこメロ!』Vol.1 - 5、2007年 - 2008年）
- だって神様が好きだから（『まんがくらぶ』2013年4月号、2013年）

### イラスト集・ムック
- 竹本泉☆WORLD〈絶版〉（竹書房、1994年）
- 竹本泉ポストカードブック ねこめ〜る（宙出版、1997年） - 書籍扱い
- てきぱきワーキン♥ラブ設定資料集〈絶版〉（ムービック、1998年）
- ねこめ〜わく…とか いろいろ（宙出版、1999年） - 雑誌
- いろ2もの（アスペクト、2000年）
- いろ3もの（エンターブレイン、2002年）
- イーナス コレクション（メディアファクトリー、2003年）
- カラフルビーム 竹本泉イラスト集（エンターブレイン、2015年）

### ゲーム
- クリックまんが クリックのひ（プレイステーション・Windows）
- だいな♥あいらん（セガサターン・Windows）
- だいな♥あいらん 予告編（セガサターン）
- ついんくいっくす（アーケードゲーム） ロケテストのみの稼働
- はたらく☆少女 てきぱきワーキン♥ラブ（PCエンジン）
- はたらく☆少女 てきぱきワーキン♥ラブFX（PC-FX）
  - てきぱきワーキン♥ラブ スクリーンセーバー&グラフィックデータ集（Windows）
- ぱらPAR∀パラダイス（FM TOWNS、Windows）
- ゆみみみっくす（メガCD・FM TOWNS）
- ゆみみみっくす・だいな♥あいらん 予告編（Windows）
- ゆみみみっくすREMIX（セガサターン・Windows）
- るぷぷキューブ ルプ★さらだ（プレイステーション）[7][8]
- るぷぷキューブ ルプ★さらだDS（ニンテンドーDS）
- るぷぷキューブ ルプ★さらだ ぽ〜たぶる…またたび（PSP）
- セーラー服をあなたに（やのまん）
  - 東京都内に実在する高校の女子制服をモデルにしたカードゲーム。ブッキングより復刻。
- キャッチアウト（グランペール） - カードゲーム
- 人魚Days（iPhone、Android）

### 音楽CD・ドラマCD
- うじゃうじゃパラダイス
- 音盤ねこめ〜わく（廉価版あり）
- 音盤はたらきもの（廉価版あり）
- 音盤 ルプ★さらだ（ジャケットイラストの表記は「音盤るぷぷキューブ ルプ★さらだ」で正式名称と異なる）
- だいな♥あいらん音径
- てけてけマイハート
- データム・ポリスター 歌のアルバム はたらきもの・ねこめ〜わく・ルプ★さらだ 竹本泉♥うたこれ

### その他
- 小説『さよりなパラレル外伝 マヤヤイリリぱにっく』上・下 	工藤治（原作・イラスト）
- 小説『小説 てきぱきワーキン♥ラブ』金月龍之介（原作・イラスト）
- 小説『Dr.みまん―高校生ドクターのトラブル・バスター』服部みゆき（イラスト）
- 小説『パニック初恋城!』シリーズ 佐和みずえ（イラスト）
- 小説『ファイナル・セーラー・クエスト ひと夏の経験値』火浦功（イラスト）
- 小説『ファイナル・セーラー・クエスト 補完計画』火浦功（イラスト・漫画『ファイナル・セーラー・クエスト プールでクエストの巻』収録）[9]
- CD『ドラマCD 秋桜の空に 〜虹空の初子〜』（ブックレットイラスト）
- CD『場外乱闘 漫画家超歌唱大全集』（1曲作詞/ブックレットイラスト）
- NHKテレビ番組『あの歌がきこえる』 （2006年11月8日放送分「乾杯」イラスト）
- TVアニメ『ドージンワーク』 第5話エンドカード
- TVアニメ『俗・さよなら絶望先生』 第8話エンドカード
- ガイドブック『モンスター・コレクションTCGをはじめて遊ぶ本』（説明漫画）
- カードゲーム『モンスター・コレクションTCG』（一部カードのイラスト）
- ガイドブック『大学生図鑑2012』（日本大学の項目のイラスト）
- 小説『昭和な街角 火浦功作品集 』火浦功（イラスト）
- TVアニメ『アポカリプスホテル』（キャラクター原案）[10]

## エピソード
- かつて親戚の誘いでベネズエラに引っ越す計画があったが、アニメ『未来少年コナン』に感動し、これが見られなくなると困るため日本に残ったという[11]。
- 朝日ソノラマは竹本作品の復刊のために「Izumi Takemoto dashinaoshi」レーベルを立ち上げ、計4巻の復刊を行っている。
- 『あおいちゃんパニック!』がロリコン総合誌の『ロリコンハウス』（三和出版）で「女の子がかわいい」と紹介されたことがある。